# Chrysosoma anoplum
Chrysosoma anoplum är en tvåvingeart som beskrevs av Henk J.G. Meuffels och Patrick Grootaert 1999. Chrysosoma anoplum ingår i släktet Chrysosoma och familjen styltflugor. Inga underarter finns listade i Catalogue of Life.